# Degenfeldsches Schloss
Das Degenfeld’sche Schloss ist eine neuzeitliche Schlossanlage im Ortskern von Groß-Karben, einem Stadtteil von Karben im Wetteraukreis in Hessen.

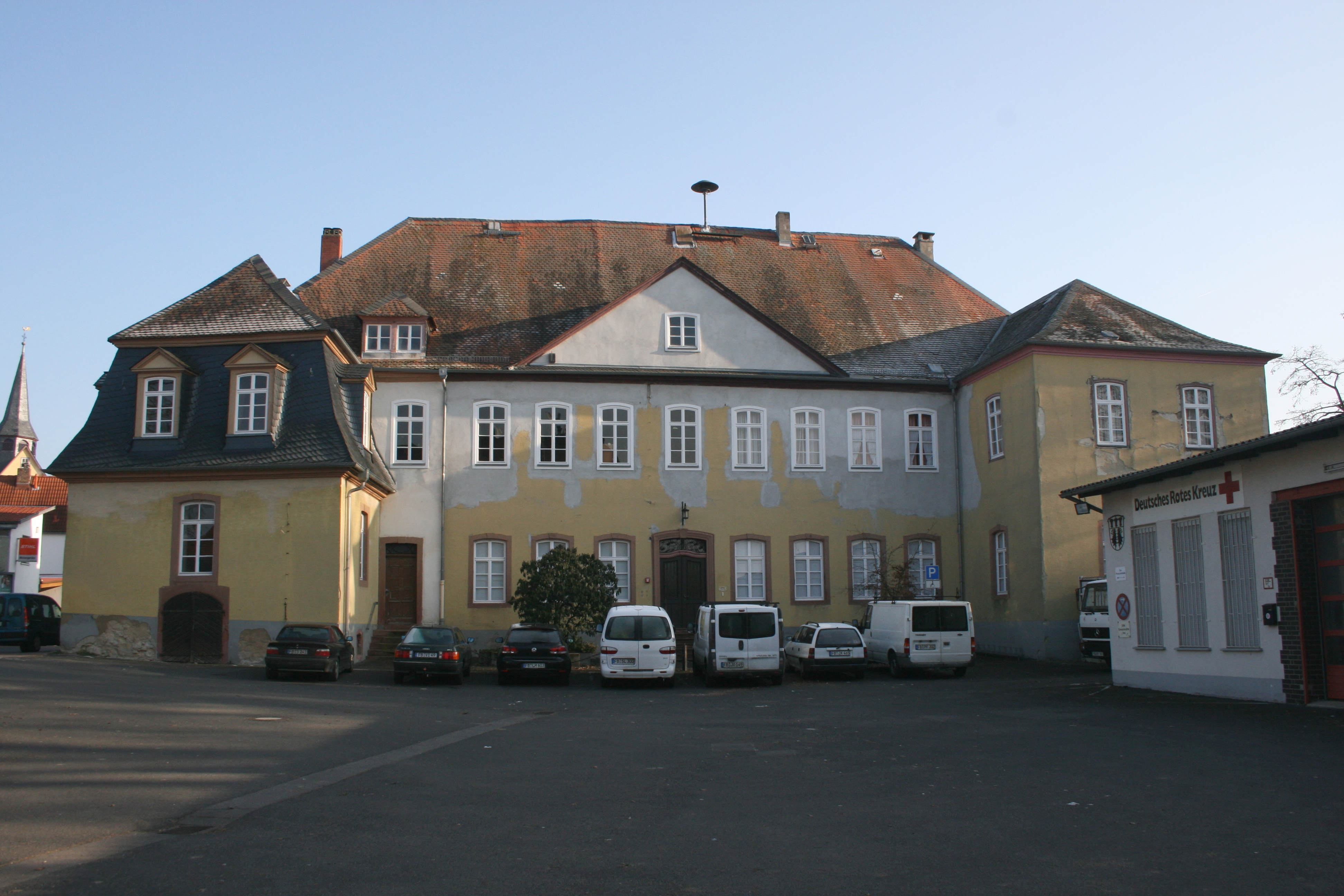
Ansicht des Schlosses von Westen, Hofseite.

## Geschichte
Das Schloss wurde 1728 von Anna-Maria von Hutten-Stolzenberg zu Steinbach zunächst eingeschossig mit Mansarddach erbaut. Zuvor befand sich an der Stelle bereits ein Landsitz ihres Schwiegervaters Helfrich von Kroneck, das dieser 1673/74 errichten ließ. 1766 erwarb es der pfälzische Geheime Rat von Kronenberg. Um 1800 wurde der westliche Hauptflügel und der Südflügel aufgestockt. Um 1810 kaufte es der österreichische General von Degenfeld-Schomburg, von dem es seinen heutigen Namen erhielt.
Nach seinem Tod wurde es zunächst an einen Landwirt verkauft, ehe die Gemeinde Groß-Karben das Schloss 1868 erwarb. Seitdem beherbergte das Schloss die Bürgermeisterei, Polizei, Schule, Gemeindebad, Bücherei, Wohnungen, Jugendclub und Vereinsräume. Heute befindet sich neben Wohnungen in dem Schloss auch ein kleines Museum, der Hof wird mit Nebengebäuden von einer Katastrophenschutzeinheit des DRK als Stellplatz genutzt. Im Januar 2013 wurde das Degenfeld’sche Schloss an vier Privatleute zum Preis von 350.000 Euro verkauft. Der verhältnismäßig niedrige Preis erklärt sich daraus, dass Renovierungskosten in Höhe von zwei Millionen Euro aufgebracht werden müssen.

## Anlage
Die dreiflügelige, nach Westen ausgerichtete Anlage ist äußerlich sehr schlicht und stark renovierungsbedürftig. Der straßenseitige nördliche Seitenflügel trägt noch das ursprüngliche Mansarddach und ist eingeschossig, während die beiden anderen, zweigeschossigen Flügel Walmdächer besitzen. Über dem Haupteingang befindet sich ein Zwerchhaus. Von den Nebengebäuden besitzt nur ein eingeschossiger Trakt entlang der Westlichen Ringstraße Denkmalstatus. Er stammt vermutlich aus dem frühen 19. Jahrhundert.